# 白饭树属
白饭树属（学名：Flueggea）是大戟科下的一个属，为直立灌木或小乔木植物。该属共有5种，分布于东半球热带地区。
属名Flueggea为纪念德国植物学家John Flueggea（1775-1816）而命名。

## 物种
本属包括以下物种：
- 毛白饭树 Flueggea acicularis
- 聚花白饭树 Flueggea leucopyrus
- 一叶萩 Flueggea suffruticosa
- 白饭树 Flueggea virosa